# 莉莉安娜·塞格雷
莉莉安娜·塞格雷（義大利語：Liliana Segre，1930年9月10日—）出生於米蘭，在2018年1月19日由塞尔焦·马塔雷拉總統任命為意大利终身参议员。
莉莉安娜出生在一個猶太人家庭。1938年，義大利種族法頒布後，她被驅逐出學校。1943年，莉莉安娜全家被逮捕並驅逐到比克瑙的營地。1990年後，她開始向大眾（尤其是年輕人）講述她的經歷。

## 生平

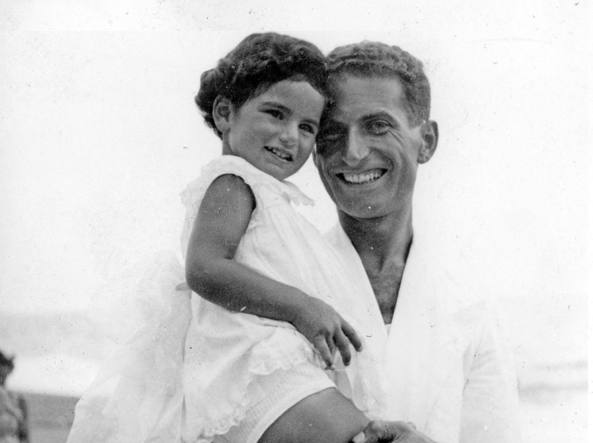
莉莉安娜·塞格雷小時候與她父親阿爾貝托的合影

莉莉安娜·塞格雷出生於米蘭的猶太人家庭，家庭成员有父親阿爾貝托（Alberto）、祖父朱塞佩·塞格雷（Giuseppe Segre）與祖母奧爾加‧洛伊福（Olga Loevvy）。她的母親露西亞‧佛里尼奧（Lucia Foligno）在莉莉安娜未滿一歲時就死了。她的家庭原本很平凡，直到1938年義大利種族法草案通過後被逐出學校，莉莉安娜才驚覺自己家族是猶太家族。
在猶太人遭受迫害之後，莉莉安娜的爸爸利用假證件將她藏在朋友家中。1943年12月10日，莉莉安娜13歲時，她的父親嘗試帶著她以及兩位堂兄一起逃往瑞士，但瑞士當局拒絕接收她們。隔天，她們被瓦雷澤省的法西斯士兵抓住，並被關在瓦雷澤6天，後來被送至科莫，最後被送往米蘭，扣留了40天。
1944年1月30日，莉莉安娜從米兰中央车站的21號月台被押送至奥斯威辛集中营，她在7天後抵達，並在抵達時與她父親分開，自此以後不曾跟父親再見一面，而她的父親在4月27日死亡。1944年5月18日，她的祖父母在科莫省的因韦里戈被抓，不久後也被送至奥斯威辛，在6月30日抵達時被處死。
經過篩選，莉莉安娜被刺上了編號75190， 被迫勞動於隸屬西門子的聯盟彈藥工廠一整年。在監禁期間，她通過了其他三次篩選。1945年1月月底，從集中營撤離後，她面對的是往德國的死亡行軍。
1945年5月1日，苏联红军釋放了在拉文斯布吕克集中营馬爾肖分營的莉莉安娜。在被驅逐到奧斯威辛集中營的776名14歲以下的意大利兒童中，包括莉莉安娜在內，只有35人倖存。
大屠殺後，莉莉安娜搬至马尔凯大区，與她僅剩的家人：外祖父母一起住。1948年，莉莉安娜邂逅同為納粹集中營存活者的阿爾弗雷多‧貝利‧帕奇（Alfredo Belli Paci）。阿爾弗雷德是一位天主教徒，與莉莉安娜一樣拒絕加入意大利社会共和国。他們在1951年結婚，育有3子。

## 囚禁時的證言

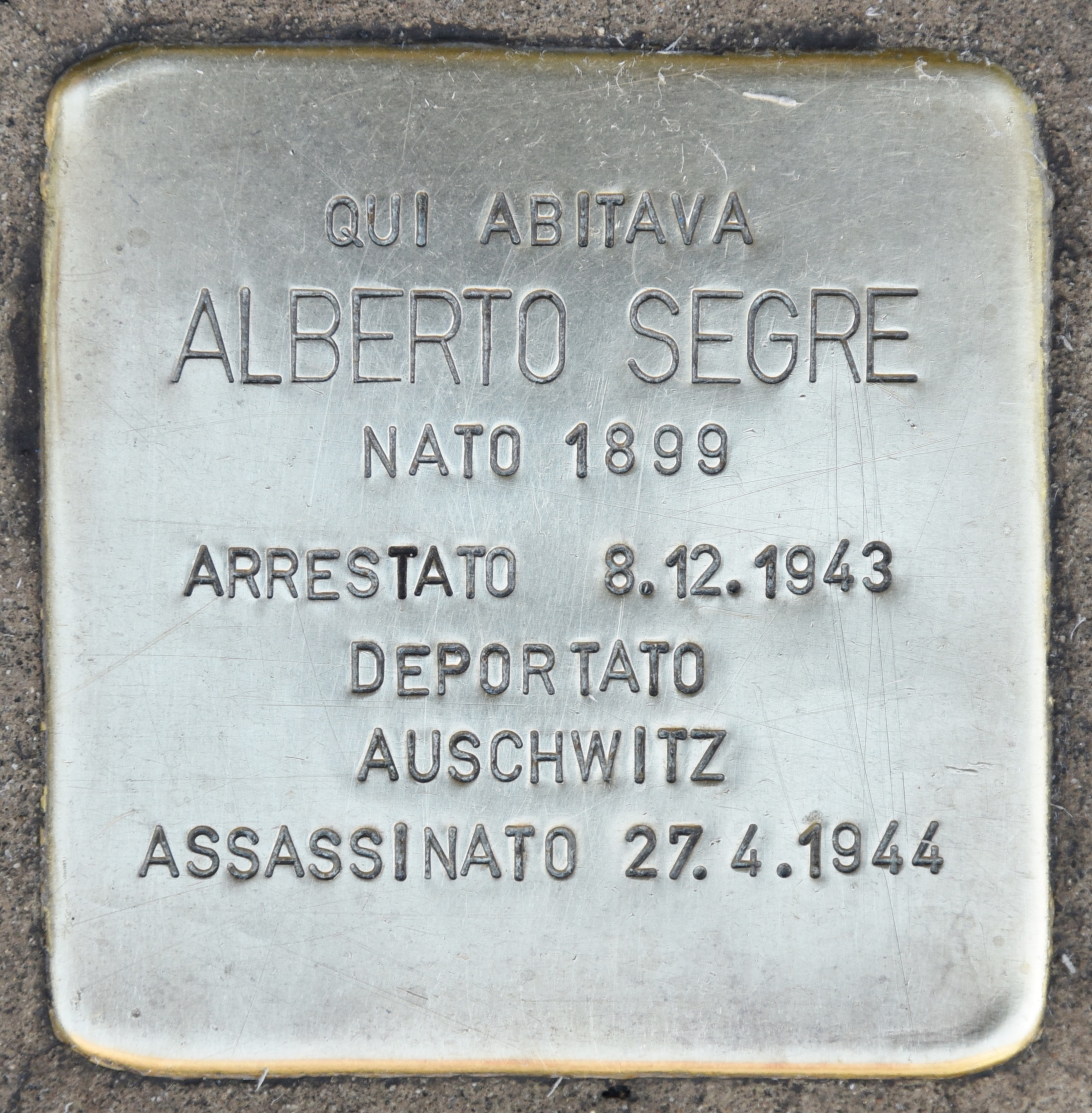
莉莉安娜的爸爸：阿爾貝托‧賽格雷的絆腳石。

莉莉安娜有很長一段時間不願公開談論她在集中營的經歷。她與許多經歷過大屠殺的孩子一樣，不容易回復到正常的生活。她依然記得那些年沒有人願意理會她：
20世紀90年代初，莉莉安娜決定打破沉默，她開始去學校演講，向青少年演說她的故事。她的故事不僅為了自己，也是為了其他與她分享故事的人們和那些已經沒有機會說出來的受害者。1997年，她成為了柏林国际电影节紀錄片《Memoria》的見證人。 
2004年，莉莉安娜接受了丹妮埃拉‧帕多安（Daniela Padoan）的採訪，與高蒂·赫爾斯科維茨·鮑爾（Goti Herskovits Bauer）和朱莉亞娜‧菲奧倫蒂諾‧特迪斯基（Giuliana Fiorentino Tedeschi）見面（記錄於《Come una rana d'inverno. Conversazioni con tre donne sopravvissute ad Auschwitz》，像隻冬天的青蛙。與三名從奧斯威辛倖存下來的女性交談）。 
2005年，她的故事在艾瑪努埃拉‧祖卡拉（Emanuela Zuccalà）的書面採訪中回顧了更多細節（記錄於《Sopravvissuta ad Auschwitz Liliana Segre fra le ultime testimoni della Shoah》，生存在奧斯維辛集中營，大屠殺的最後見證人莉莉安娜）。 
2009年，馬斯洛‧帕澤蒂（Marcello Pezzetti）替米蘭當代猶太文獻中心進行的研究：《Racconti di chièsopravvissuto》（那些倖存者的故事）收錄了莉莉安娜等納粹集中營的意大利倖存者的言論。同年，她參與了由莫尼‧奥瓦迪亚（Moni Ovadia）製作，費利切‧卡帕（Felice Cappa）執導的紀錄片《Binario 21》（月台21），其靈感來自俄國詩人伊扎克‧卡茨尼爾森（Itzhak Katzenelson）的詩作《Dos lid funem oysgehargetn yidishn folk》（被謀殺的猶太人之歌）。 
2008年11月27日，的里雅斯特大学授予莉莉安娜·塞格雷榮譽法學學位。2010年12月15日，维罗纳大学授予她教育學榮譽學位。

## 終身參議員

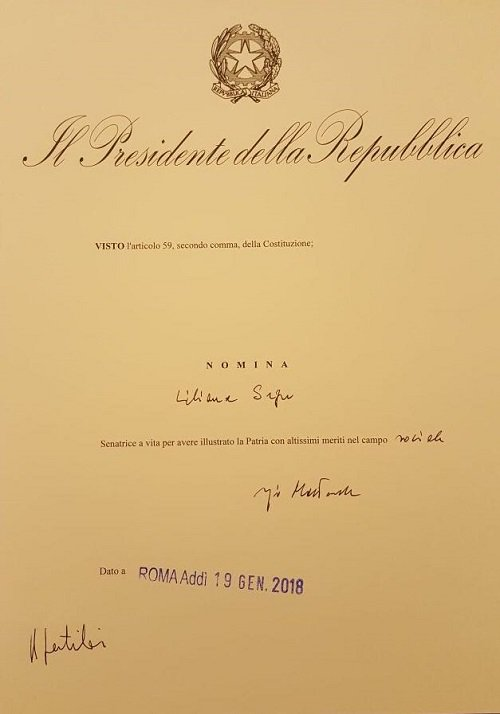
塞尔焦·马塔雷拉總統任命莉莉安娜·塞格雷成為終身參議員。

2018年1月19日，於義大利種族法80週年時，塞尔焦·马塔雷拉總統根據義大利憲法第59條的規定，因莉莉安娜·塞格雷在社會領域的卓越貢獻，任命其為終身參議員。
莉莉安娜·塞格雷成為繼卡米拉‧拉維拉、丽塔·列维-蒙塔尔奇尼及埃琳娜‧卡塔尼歐之後的第四位女性終身參議員。

## 著作
- . Voci dalla Shoah. Testimonianze per non dimenticare (Firenze: La Nuova Italia). 1996. ISBN 882211762X.
- Daniela Palumbo. . prefazione di Ferruccio De Bortoli. Piemme. 2015. ISBN 8856639491.
- Enrico Mentana. . Milano: Rizzoli. 2015. ISBN 978-88-17-07568-8.